# Amwaj-Inseln
Die Amwaj-Inseln (arabisch جزر أمواج Dschuzur Amwādsch, DMG Ǧuzur Amwāǧ) sind eine künstlich angelegte Inselgruppe im Persischen Golf im Nordosten von Bahrain. Sie liegen etwa 10 km nordöstlich der Hauptstadt von Bahrain, Manama.

## Geografie
Die Amwaj-Inseln sind insgesamt 4,31 km² groß und bestehen aus 9 einzelnen Inseln. Sie liegen im Persischen Golf. Sechs der Inseln sind künstlich hergestellt. Sie heißen Tala, Najmah, Asdaf, Murjan, Jood und Lulu.

## Beschreibung
In Amwaj wurden in den letzten Jahren einige technische Innovationen eingeführt wie zum Beispiel eine Vakuumkanalisation und eine komplizierte Glasfasertechnologie, die „Smart City“ genannt wird. Auf den Inseln befinden sich Wohnhäuser, Hochhäuser, Spa- und Hotelgebäude und Einzelhandel. Außerdem gibt es einen Yachthafen mit über 140 Liegeplätzen. Zu den weiteren Einrichtungen zählen eine Schule (International School of Choueifat-Manama), eine Universität, ein Krankenhaus, eine Tankstelle, Themenparks sowie ein Lagunenrestaurant und ein Café. Das alles wurde unter dem Projekt „Amwaj Island Project“ zusammengefasst und als Investitionsobjekt für Luxusapartments und dessen Infrastruktur mit einem Budget von 1,5 Mrd. US-Dollar realisiert.